# Fossora
Fossora — десятый студийный альбом исландской певицы и музыканта Бьорк. Вышел 30 сентября 2022 года на лейбле One Little Independent Records.

## Предыстория
Название альбома представляет собой вымышленный феминитив латинского слова, означающего «копатель». Альбом был частично вдохновлен смертью в 2018 году матери Бьорк, Хильдур Руны Хауксдоттир, особенно песни «Sorrowful Soil» и «Ancestress». Песни были написаны во время и после карантина из-за COVID-19, во время которого Бьорк вернулась на родину, «не бывая так часто дома с тех пор, как мне исполнилось 16 лет». В записи альбома приняли участие американский певец Serpentwithfeet, двое детей Бьорк — Синдри и Исадора, индонезийский танцевальный дуэт Gabber Modus Operandi и секстет для бас-кларнета.
Ведущий сингл альбома «Atopos» вместе с обложкой был анонсирован 24 августа. Позже дата релиза была подтверждена на 6 сентября, а премьера песни состоялась на BBC Radio 6 Music.

## Трек-лист
Все тексты Были написаны Бьорк.
| №                   | Название                                                      | Музыка              | Producer(s)         | Длительность |
| ------------------- | ------------------------------------------------------------- | ------------------- | ------------------- | ------------ |
| 1.                  | «Atopos» (featuring Kasimyn)                                  | Björk Kasimyn       | Björk               | 4:46         |
| 2.                  | «Ovule»                                                       |                     |                     | 3:37         |
| 3.                  | «Mycelia»                                                     |                     |                     | 2:00         |
| 4.                  | «Sorrowful Soil»                                              |                     |                     | 3:15         |
| 5.                  | «Ancestress» (featuring Sindri Eldon)                         |                     |                     | 7:17         |
| 6.                  | «Fagurt Er í Fjörðum»                                         |                     |                     | 0:44         |
| 7.                  | «Victimhood»                                                  |                     |                     | 6:57         |
| 8.                  | «Allow» (featuring Emilie Nicolas)                            |                     |                     | 5:26         |
| 9.                  | «Fungal City» (featuring Serpentwithfeet)                     |                     |                     | 4:45         |
| 10.                 | «Trölla-Gabba» (featuring Kasimyn)                            |                     |                     | 1:57         |
| 11.                 | «Freefall»                                                    |                     |                     | 4:31         |
| 12.                 | «Fossora» (featuring Kasimyn)                                 |                     |                     | 4:19         |
| 13.                 | «Her Mother's House» (featuring Ísadóra Bjarkardóttir Barney) |                     |                     | 4:33         |
| Общая длительность: | Общая длительность:                                           | Общая длительность: | Общая длительность: | 54:08        |